# Philosepedon operosa
Philosepedon operosa är en tvåvingeart som beskrevs av Quate 1962. Philosepedon operosa ingår i släktet Philosepedon och familjen fjärilsmyggor. Inga underarter finns listade i Catalogue of Life.